# Menšinový zákon
Menšinový zákon je neformální označení zákona č. 273/2001 Sb., o právech příslušníků národnostních menšin. Tento zákon provádí články 24 a 25 hlavy třetí Listiny základních práv a svobod a vytváří tak právní rámec národnostní politiky České republiky, vymezuje národnostní menšiny a zaručuje výkon práv příslušníkům národnostních menšin.
Základní zásadou je, že z příslušnosti k národnostní menšině nesmí nikomu vzejít žádná újma.
Národnostní menšiny se mohou podílet na správě věcí veřejných a mít aktivní účast v kulturním, společenském a hospodářském životě. K tomu vláda zřizuje svůj poradní orgán – Radu vlády pro národnostní menšiny. Jejím předsedou je vybraný člen vlády. Členy Rady jsou zástupci orgánů veřejné moci a paritně (alespoň z poloviny) též zástupci národnostních menšin navržení sdruženími příslušníků národnostních menšin.
Příslušníci tradičních menšin, které dlouhodobě žijí na území ČR mají zejména právo na užívání jazyka menšiny v úředním styku a před soudy, ve věcech volebních a také při vzdělávání. Mají právo na zachování a rozvíjení svého jazyka kultury a tradic a na jejich respektování. Stát je k tomu povinen vytvářet podmínky. Právo na rozšiřování a přijímání informací v jazyce národnostní menšiny pak zaručuje možnost vytváření a šíření informací prostřednictvím médií (periodického tisku, rozhlasových a televizních pořadů, apod.) v jazyce národnostních menšin.

## Působnost Rady vlády pro národnostní menšiny
Do působnosti Rady vlády pro národnostní menšiny patří:
- zajišťování přípravy opatření vlády, které se týkají práv příslušníků národnostních menšin
- vyjadřovat se k návrhům zákonů a dalším podzákonným předpisům týkajícím se práv menšin
- připravovat pro vládu souhrnné zprávy o národnostní situaci na území ČR
- spolupracovat s orgány územních samosprávných celků, připravovat pro vládu doporučení v oblasti, navrhovat rozdělování finančních prostředků státního rozpočtu na podporu aktivit národnostních menšin.